# Пушвиц
Пушвиц или Бо́шицы (нем. Puschwitz; в.-луж. Bóšicy) — коммуна в Германии, в земле Саксония. Подчиняется административному округу Дрезден. Входит в состав района Баутцен. Подчиняется управлению Мальшвиц. Население составляет 946 человек (на 31 декабря 2010 года). Занимает площадь 11,74 км².
Входит в состав культурно-территориальной автономии «Лужицкая поселенческая область», на территории которой действуют законодательные акты земель Саксонии и Бранденбурга, содействующие сохранению лужицких языков и культуры лужичан. Официальным языком в населённом пункте, помимо немецкого, является лужицкий.

## Население
| Год  | Численность | Численность |
| ---- | ----------- | ----------- |
| 2017 | 813         | [ 1 ]       |
| 2019 | 821         | [ 5 ]       |
| 2021 | 771         | [ 6 ]       |
| 2022 | 755         | [ 7 ]       |
| 2023 | 762         | [ 2 ]       |

## Административное деление
Община подразделяется на 7 сельских округов:
- Ветро (Wětrow);
- Гура (Hora);
- Есниц (Jaseńca);
- Лауске (Łusč);
- Ной-Есниц (Nowa Jaseńca);
- Ной-Лауске (Nowy Łusč);
- Ной-Пушвиц (Nowe Bóšicy).